# Мукасей Анатолій Михайлович
Анато́лій Миха́йлович Мукасей (нар. 26 липня 1938, Ленінград, РРФСР) — радянський і російський кінооператор. Народний артист Росії (2009).

## Біографія
Народився в родині легендарних[джерело?] радянських розвідників-нелегалів Михайла Мукасея (1907-2008) і Єлизавети Мукасей (1912-2009).
У 1961 році закінчив операторський факультет ВДІК а (майстерня А. Гальперіна). У 1961—1962 зняв ряд сюжетів на Ленінградській студії кінохроніки. З 1962 року — оператор-постановник кіностудії «Мосфільм».

### Родина
- Дружина — кінорежисер і актриса Світлана Дружиніна.
  - Син — Мукасей Михайло Анатолійович, російський кінопродюсер, кінооператор.

## Визнання і нагороди
- Лауреат  Державної премії СРСР (1986 - за операторську роботу у фільмі «Опудало»).
- Народний артист Росії (2009).

## Громадянська позиція
11 березня 2014 року підтримав Російську агресію в Криму, підписавши колективне звернення до російської громадськості «Діячі культури Росії — на підтримку позиції Президента по Україні та Криму».
Фігурант бази даних центру «Миротворець»: свідоме порушення державного кордону України; участь у пропагандистських заходах на території тимчасово окупованого Росією Криму.

## Фільмографія

### Актор
- 1979 - Сватання гусара
- 1988 - Сержант

### Оператор
- 1964 - Дайте книгу скарг
- 1964 - Бережись автомобіля
- 1967 - Морські розповіді
- 1968 - Перша дівчина
- 1970 - Увага, черепаха!
- 1971 - Телеграма
- 1972 - Велика перерва
- 1973 - Виконання бажань
- 1975 - Повість про людське серце
- 1976 - Сонце, знову сонце
- 1977 - Ніс
- 1977 - За сімейними обставинами
- 1978 - Поки божеволіє мрія
- 1979 - Сватання гусара
- 1980 - Дульсінея Тобоська
- 1982 - Принцеса цирку
- 1983 - Опудало
- 1986 - Чичерін
- 1988 - Сержант
- 1988 - Есперанса
- 1990 - Ось я став багатий сер і приїхав у есесер
- 1990 - Пастка для самотнього чоловіка
- 1991 - Віват, гардемарини!
- 1991 - Не будіть сплячого собаку
- 1992 - Гардемарини 3
- 1993 - Якщо б знати...
- 1993 - Шейлок
- 2002 - Мішель та ін.